# Корш, Фёдор Евгеньевич
Фёдор Евге́ньевич Корш (22 апреля [4 мая] 1843, Москва — 16 февраля [1 марта] 1915, Москва) — русский филолог-классик, славист, востоковед, стиховед, поэт-переводчик. Академик Петербургской Академии наук (1900), заслуженный профессор Московского университета (1893).

## Биография
Родился 22 апреля [4 мая] 1843 в Москве, в доме университетской типографии на Страстном бульваре, в редакции газеты «Московские ведомости», поскольку его отец  — переводчик и журналист Евгений Фёдорович Корш, —  служил редактором этой газеты с 1842 по 1847 гг.  Мать — Софья Карловна Корш (урождённая Reissig (Рейссиг)) (1822—1889). Первый ребенок в семье. Всего в семье Коршей родилось четверо детей — три сына  и дочь. Через два года после Федора появился на свет Александр (1845—1898), затем Евгений (1848—?) и самой младшей стала Мария (около 1850— ?, после 1913).   Все дети получили прекрасное образование, но самым известным из них стал именно Фёдор. В детстве Фёдор дважды болел менингитом.
Когда Федору было 6 лет, в 1849 году, вся семья переехала в Санкт-Петербург, поскольку его отца пригласили на должность редактора издания «Ведомости С.-Петербургской городской полиции», где тот служил с 1849 по 1851гг. Позднее (1851—1855) его отец служил секретарём «Журнала Министерства внутренних дел» и помощником его редактора Н. И. Надеждина.
В 1854 году видный российский историк, профессор Московского университета Тимофей Николаевич Грановский проявил участие в судьбе одарённого мальчика Феди Корша. Профессор Грановский убедил отца Феди Корша отдать учиться старшего сына в московский частный пансион Р. И. Циммермана при евангелическо-реформатской церкви в Москве. Дело в том, что Грановский был ближайшим другом Н. П. Огарёва и А. И. Герцена. Е.В. Корш был братом Валентина Федоровича Корша, члена известного московского литературного кружка, к которому принадлежали Грановский, Герцен, Белинский, В. Боткин, Кетчер и другие . Поэтому имя Евгения Корша часто встречается в воспоминаниях Герцена и Панаева, а Н. Огарёв в 1855 году посвятил Е. Ф. Коршу стихотворение.
Тимофей Николаевич Грановский не ошибся — Федор, которому исполнилось к тому времени уже 11 лет,  был принят сразу в 3-й класс пансиона Р. И. Циммермана. Праздники и каникулы Федя Корш проводил в Москве, в доме Грановского. В пансионе  Федор пристрастился к изучению языков, однако здесь явно усматриваеся  влияние на мальчика авторитета Тимофея Николаевича Грановского, который к тому времени был деканом историко-филологического факультета Московского университета.  Но опека Грановского продолжалась недолго. В октябре 1855 года Грановский скончался.
После смерти Грановского (4.10.1855) Федор Корш жил в доме Н. Х. Кетчера, известного переводчика У. Шекспира и друга отца (в 1856 году отец вернулся в Москву); познакомился с А. В. Станкевичем и М. С. Щепкиным и профессорами Московского университета — П. М. Леонтьевым, П. Н. Кудрявцевым, С. М. Соловьёвым, Н. А. Поповым, Б. Н. Чичериным, Ф. М. Дмитриевым, М. Н. Капустиным, С. А. Рачинским.
В 1860 году Федор Корш поступил на историко-филологический факультет Московского университета, где обучался 4 года (1860—1864). Однако перед поступлением в университет принял православие. Латинская работа, написанная им на вступительном экзамене «была признана экзаменатором, известным в то время латинистом Смирновым, свободной от каких-либо ошибок». С момента поступления в университет Федор начал вести дневник на латинском языке. Изучал классическую филологию (под руководством П. М. Леонтьева), санскрит и арабский язык  (под руководством О. М. Бодянского). Самостоятельно изучил турецкий язык. Когда в сентябре 1861 года в университете возникли студенческие беспорядки, он посещал лекции до последней возможности.
В 1864 году окончил со степенью кандидата историко-филологический факультет Московского университета, удостоившись стипендии Т. Н. Грановского. По представлению П. М. Леонтьева был оставлен на кафедре римской словесности для подготовки к профессорскому званию. Одновременно, несколько месяцев он преподавал латинский язык в пансионе Циммермана, а также французский язык в Александровском военном училище; с сентября 1866 года преподавал в Московском университете греческий язык.
В 1867 году сдал магистерские экзамены. В 1868 году защитил магистерскую диссертацию «О Сатурнийском стихе» (на лат. яз.: «De versu Saturnio»), был избран приват-доцентом и на два года отправлен в заграничную командировку. Там он слушал лекции в Берлинском, Венском и Римском университетах. С 1870 года состоял преподавателем греческой, а с 1872 года — римской словесности.
Входил в число преподавателей университета, которые активно противостояли попыткам Министерства народного просвещения и профессора Н. А. Любимова пересмотреть университетский устав 1863 года.
В 1877 году, 14 октября, защитил докторскую диссертацию «Способы относительного подчинения. Глава из сравнительного синтаксиса» и был утверждён экстраординарным профессором Московского университета по кафедре римской словесности, где преподавал с перерывами до 1905 года, с 1883 года — в качестве ординарного профессора. В 1890 году его место на кафедре римской словесности занял И. И. Луньяк и Корш перешёл на такую же кафедру в Новороссийский университет. В 1892 году Корш вернулся на московскую кафедру, а Луньяк перешёл в Новороссийский университет.
С 1892 года преподавал также персидскую филологию в Лазаревском институте восточных языков.
В 1895 году Корш вместе с другими профессорами Московского университета получил административное взыскание за подачу жалобы генерал-губернатору Москвы великому князю Сергею Александровичу, с протестом против произвольных арестов полицией студентов по обвинению в беспорядках.
В 1895 году Корш стал членом-корреспондентом, а в 1900 году — действительным членом Петербургской Академии наук.
Был председателем Восточной комиссии Московского археографического общества (с 1888 года), Диалектологической комиссии Петербургской АН (с 1909 года), Комиссии для редакции украинского перевода Евангелия (с 1905 года), Общества славянской культуры (с 1908 года), Комиссии для издания сочинений Пушкина при Отделении русского языка и словесности Императорской Академии наук. Фёдор Корш являлся членом Копенгагенского филологического общества, действительным членом Научного общества имени Тараса Шевченко во Львове, Угро-финского общества (Финляндия), почётным членом пяти русских и многих зарубежных университетов.
Корш знал много европейских и восточных языков. Научные работы — по классической филологии, сравнительному индоевропейскому языковедению, славяноведению, востоковедению, истории литературы и т. д. Обладал выдающейся эрудицией не только по своей специальности, но и по истории европейской литературы и языковедению индоевропейских и азиатских наречий. Написал: «Способы относительного подчинения. Глава из сравнительного синтаксиса» (М., 1877), «О сатурнийском стихе» и ряд рецензий в «Критическом Обозрении». Занимался исследованиями античной, древнеиндийской, славянской, тюркской ритмики и стихосложения. Корш является автором идеи синтаксической типологии, то есть изучения одинаковых синтаксических конструкций в родственных и не родственных языках.
В историко-литературных работах анализировал тексты классических авторов (Гесиод, Софокл, Еврипид, Гораций, Овидий, Плавт, Цицерон и др.), также «Слова о полку Игореве», произведений Александра Пушкина, Николая Гоголя, Тараса Шевченко. Коршу принадлежит множество переводов славянских авторов, в частности Франце Прешерна. В 1889 году в «Русской мысли» был опубликован его перевод «Венка сонетов» Прешерна, ставший первым Венком сонетов на русском языке.
Ф. Е. Корш уделял внимание и «украинскому вопросу». Он изучал малорусское наречие и проявлял интерес к развитию украинского языка, общался с известными деятелями украинского движения. Так, под его наблюдением был создан украинский перевод Евангелия, который подвергся жёсткой критике как со стороны церковных деятелей, так и филологов, в том числе придерживающихся украинофильских взглядов, таких как П. И. Житецкий. В 1905 году Корш участвовал в академической комиссии по рассмотрению вопроса о малорусском слове. В состав комиссии должны были входить ещё семеро академиков, но четверо из них — зоолог В. В. Заленский, археолог А. С. Лаппо-Данилевский, ориенталист С. Ф. Ольденбург и ботаник А. С. Фаминцын самоустранились от участия как не специалисты по славянской филологии, а филолог Ф. Ф. Фортунатов не проявил интереса к этой затее. В результате комиссию представляли только Ф. Е. Корш и А. А. Шахматов, пригласившие к сотрудничеству группу учёных-украинофилов — А. И. Лотоцкого, П. Я. Стебницкого, М. А. Славинского и других. Ими была составлена записка «Об отмене стеснений малорусского печатного слова», впоследствии изданная на правах рукописи с разрешения Академии наук. Эта записка не получила одобрения в научном сообществе — никто из нескольких десятков авторитетных филологов Академии не поставил свою подпись под запиской, а националист и член Союза русского народа академик А. И. Соболевский выступил с резким протестом. Но в то же время сам Фёдор Корш не являлся сторонником теории об окончательном отделении малорусского наречия от русского языка. Он видел в попытках радикального разрешения языковых проблем политическую подоплёку: 

Что из себя представляет малоруская речь: язык или наречие? На это отвечают различно даже сами малорусские ученые-языковеды. Так, Пав. Игн. Житецкий в заглавии своих книг называет речь малороссов наречием, другие, наоборот, языком. Галицкий украинофил Огоновский употребляет выражение «ruthenische Sprache» и тем стремится подчеркнуть, что малорусская речь есть отдельный язык. Тут сказалась польская и немецкая политика, так как немцам и полякам выгодно было внушать малороссам мысль, что последние будто бы не являются русскими. Известна теория Духинского о не славянском (а урало-алтайском) происхождении русских.
Некоторое время состоял постоянным сотрудником в журнале «Филологическое обозрение», который издавался в городе Москве. Участвовал в издании одного из первых российских изданий, синтезирующих знания по украиноведению — «Украинский народ в его прошлом и настоящем» (1914—1916).
Умер в 1915 году. Похоронен на Введенском кладбище (11 уч.).

## Избранная библиография
- О русском народном стихосложении. Вып. 1: Былины // Известия Отделения русского языка и словесности Императорской Академии наук. — 1896. Т. I, Кн. 1. — С. 1—45; 1897. Т. II, Кн. 2. — С. 429—504 [То же. СПб., 1901. [2], 121 с (Сборник Отделения русского языка и словесности Императорской Академии наук; Т. LXVII, № 8)].
- Разбор вопроса об окончании «Русалки» Пушкина по записи Д. П. Зуева // Известия Отделения русского языка и словесности Императорской Академии наук. — 1898. Т. III, Кн. 3. — С. 634—785; 1899. Т. IV, Кн. 1. — С. 1—100; Кн. 2. — С. 476—588.
- Римская элегия и романтизм // Речь и отчет, читанные в торжественном собрании Императорского Московского университета 12 января 1899 года. — [М.: Унив. тип., 1899]. — С. 1—112 (1-й паг.).
- Стихотворения Франца Преширна / Со словенск. и нем. подлинников пер. Ф. Корш. — М.: Г. Лисснер и А. Гешель, 1901. — C. 224 с.
- Введение в науку о славянском стихосложении // Статьи по славяноведению. — СПб., 1906. — Вып. II. — С. 300—378.
- Персидские лирики X—XV вв. / С персид. яз. пер. акад. Ф. Корш, после его смерти проред. и вступ. ст. снабдил проф. А. Крымский. — М.: М. и С. Сабашниковы, 1916. — XXXIX, 126 с: 1 л. ил. (Памятники мир. лит.).

В 1964 году Московский университет приобрел у дочери Ф. Е. Корша книги из его личной библиотеки, всего 413 томов, среди которых труды самого Корша и других учёных-филологов, собрание брошюр-оттисков с автографами известных ученых. В настоящий момент библиотека профессора хранится в Отделе редких книг и рукописей Научной библиотеки МГУ имени М. В. Ломоносова, составлено краткое описание библиотеки.

## Рекомендуемая литература
- Корш Ф. Е. Биография Федора Евгеньевича Корша. — М., тип. М. О. Аттая, 1913. — 12 с.
- Библиография трудов Ф. Е. Корша [и литература о нём] // Дмитриев Н. К. Фёдор Евгеньевич Корш. — М., 1962. — С. 35—56.
- Шахматов А. А. Фёдор Евгениевич Корш: Некролог // Известия Императорской Академии наук. VI серия. — 1915. Т. IX, № 5. — С. 389—391.
- Дмитриев Н. К. Фёдор Евгеньевич Корш. — М.: Изд-во Моск. ун-та, 1962. — 56 с, 1 л. портр. (сер. «Замечательные учёные Московского университета» — 33).
- Богданов А. И. Фёдор Евгеньевич Корш / АН ТССР; Под ред. З. Б. Мухамедовой. — Ашхабад: Ылым, 1982. — 126 с; 10 л. ил.
- Баскаков Н. А. Академик Ф. Е. Корш в письмах современников: К истории русской филологической науки. — М.: Наука, 1989. — 277 с.

### Архивы
- Архив Академии наук. Санкт-Петербургское отделение. — Ф. 558; Ф. 134 (229 писем А. А. Шахматову).
- Российская национальная библиотека. — Ф. 465.